# Iskra–Dog
Iskra–Dog – kryptonim konspiracyjnej akcji zorganizowanej przez środowisko utworzonej w 1939 w Poznaniu narodowej organizacji Ojczyzna, podczas okupacji niemieckiej w Polsce, polegającej na zbieraniu relacji naocznych świadków z powstania warszawskiego.

## Historia akcji
Wielu członków Ojczyzny zostało przesiedlonych z Wielkopolski do Generalnego Gubernatorstwa, a część z nich wyjechała tam w obawie przed niemieckimi aresztowaniami.
Do realizacji akcji przystąpiono około trzy tygodnie od dnia wybuchu powstania. Inicjatorem organizacji akcji był historyk, Edward Serwański, a także przyszła prawniczka, Irena Trawińska. Patronat naukowy nad akcją objął prof. Zygmunt Wojciechowski (zamieszkały w trakcie okupacji w Milanówku). W działania zaangażowano członków różnych grup społecznych, od intelektualistów (np. prof. Kazimierz Tymieniecki) do robotników i rolników. Relacje zbierano w Brwinowie, Milanówku, Pruszkowie, Piastowie, Ursusie, Włochach, Podkowie Leśnej i innych miejscowościach. Nazwiska osób relacjonujących i nazwy podwarszawskich miejscowości szyfrowano. Łącznie zebrano kilkaset relacji (na pewno 314, być może część zaginęła), przepisanych na maszynach i zdeponowanych w przygotowanych do tego celu schowkach. Gdy uznano akcję za zakończoną sukcesem całość dokumentacji (nie tylko relacje, ale też materiały biurowe, okólniki i inne) zabezpieczono konserwatorsko, umieszczono w konwiach na mleko i zakopano koło remizy strażackiej w Brwinowie. 
Po wyparciu Niemców materiały odkopano i przekazano do nowo powstałego Instytutu Zachodniego w Poznaniu, który utworzony został w tym czasie przez prof. Zygmunta Wojciechowskiego. W kwietniu 1946 część relacji wydano drukiem pod tytułem Zbrodnia niemiecka w Warszawie 1944 r. Zeznania - zdjęcia (w ramach cyklu Documenta Occupationis Teutonicae). Do wydania tego dołączono 23 zdjęcia z archiwum członka Sonderkomando, Alfreda Mensebacha (zbiór ten, liczący ponad sto fotografii pozostaje w archiwum Instytutu Zachodniego). W 2021 pozycja ta została wznowiona i opatrzona dodatkowym wstępem. Nigdy nie opublikowano materiałów w całości.
Wśród osób składających relację byli m.in. profesorowie Zbyszko Bednorz, Stanisław Skrzywan, Józef Stojanowski i Mikołaj Rudnicki.
Część z materiałów z archiwum wykorzystano w procesach norymberskich. Niektóre protokoły i relacje zamieszczone w książce z 1946 zostały odczytane przez brytyjskiego prokuratora Elwyna Jonesa w trakcie przesłuchania generała pułkownika Waffen SS, Paula Haussera (5 sierpnia 1946).

## Szyfr
Metoda, ani klucz szyfrowania informacji osobowych i miejscowych zawarta w archiwum nie była powszechnie znana aż do 2021. Po śmierci Edwarda Serwańskiego w 2000 odszyfrowanie niepublikowanych w 1946 relacji było niemożliwe ze względu na nieznaną metodę i brak klucza szyfrującego. Rozszyfrowania dokumentacji dokonał Krystian Sobański dzięki połączeniu swoich doświadczeń z zakresu metod szyfrowania, wyników kwerendy na temat szyfrów używanych przez Armię Krajową podczas II wojny światowej oraz z rezultatów własnej analizy materiałów dostępnych w dokumentach zgromadzonych w Archiwum II Wojny Światowej Instytutu Zachodniego. Dokumenty z archiwum utajniono szyfrem polialfabetycznym podobnym do klasycznych metod takich jak szyfr Cezara, szyfr Trithemiusa, szyfr Vigenère’a czy Szachownica Polibiusza. Stały klucz i dostępność wielu przypadków jawnego tekstu ułatwiły prace nad rozszyfrowywaniem dokumentów. 